# Sophira signifera
Sophira signifera es una especie de insecto del género Sophira de la familia Tephritidae del orden Diptera.

## Historia
Walker la describió científicamente por primera vez en el año 1860.